# Buffalo megye (Nebraska)
Buffalo megye az Amerikai Egyesült Államokban, azon belül Nebraska államban található. Megyeszékhelye és legnagyobb városa Kearney. Lakosainak száma 50 084 fő (2020. április 1.). Buffalo megye Sherman, Phelps, Hall, Adams, Kearney, Dawson, Custer és Howard megyékkel határos.

## Népesség
A megye népességének változása:
| Lakosok száma | 46 174 | 46 816 | 47 574 | 47 893 | 48 863 | 50 084 |
|               | 2010   | 2011   | 2012   | 2013   | 2015   | 2020   |